# Тројански коњ
Тројански коњ је део мита о Тројанском рату, како је опеван у Вергилијевој епској поеми Енејида. Догађаји у овом миту одигравају се после Хомерове Илијаде, а пре Енејиде и Хомерове Одисеје. 
Грчка опсада Троје трајала је десет година. Видећи да никако не могу да пробију зидине Троје Грци су смислили ново лукавство – огромног шупљег дрвеног коња. Коња је саградио Епеј и испунио га грчким ратницима које је предводио Одисеј. Како је Одисеј био главни архитекта Тројанског коња, помиње се и у Хомеровој Одисеји. Остатак грчке војске је тобоже напустио бојиште а у ствари се сакрио иза планине Тенед. Тројанци су прихватили коња као знак мира. Грчки шпијун Синон убедио је Тројанце да је коњ поклон упркос упозорењима Лаокоона и Касандре. Лепа Јелена и Деифоб су такође испитивали коња. Тројанци су увелико славили подизање опсаде и када су Грци изашли из коња читав град је био омамљен пијанством. Тридесет најбољих Ахајских ратника крило се у утроби Тројанског коња и двојица у његовим устима. Други извори дају различите бројеве: Bibliotheca 50; Тезес 23;, и Квинт Смирнеј даје 30 имена, али каже било их је више. Грчки војници су отворили капије града да би остатак војске ушао и град је немилосрдно опљачкан, сви мушкарци су побијени а жене и деца одведена у ропство.
"Тројанско звоно“ је додатни елемент мита, које је, према сазнањима, огласило почетак за напад на Троју. 
Не може се са сигурношћу тврдити да је Тројански коњ постојао. Једини докази су писани извори који су настали много касније.
Постоји мали музеј основан 1955. на територији античког града Троје, близу Дарданела (данас у Турској). У музеју се налазе остаци града и симболични дрвени коњ изграђен у башти музеја. Дрвени коњ из недавног филма „Троја“ постављен је на морској обали испред оближњег града Чанакале.
На основу овог митолошког догађаја створен је израз „Тројански коњ“ који значи да неочекивани дар или изненадна предност у ствари значе проклетство или потајну превару. Израз такође значи „подмукли напад“ уопште. 
Стари латински стих каже:
equo ne credite, Teucri.
quidquid id est, timeo Danaos et dona ferentis.
("Не верујте коњу, Тројанци! Шта год да је, плашим се Данајаца кад дарове носе.") који је изговорио Лаокоон у Вергилијевој Енејиди. Од тога је настала савремена пословица. „Чувај се Данајаца (тј. Грка) и кад дарове носе." и израз данајски дарови.
Неке савремене спекулације кажу да је Тројански коњ можда био нека опсадна справа која је личила на коња, а да се касније кроз усмену предају претворила у мит о дрвеном коњу. Мисли се да је био висок је око 5 м.
Сликовни прикази Тројанског коња ранији или савременији од првих књижевних описа могу помоћи да се разјасни шта је било значење приче како је перципирала савремена публика. Постоји неколико сачуваних древних (пре 480. године пре нове ере) приказа тројанског коња. Најранији је на беотијској фибули која датира око 700. године пре нове ере. Други рани прикази налазе се на два рељефна питоја са грчких острва Миконос и Тинос, оба генерално датована између 675. и 650. п. н. е.. Она са Миконоса је позната као Миконос ваза.